# Poniatycze (obwód brzeski)
Poniatycze (biał. Паняцічы; ros. Понятичи) – wieś na Białorusi, w obwodzie brzeskim, w rejonie pińskim, w sielsowiecie Biarozawiczy.
Znajduje tu się przystanek kolejowy Poniatycze, położony linii Homel – Łuniniec – Żabinka.
W dwudziestoleciu międzywojennym leżały w Polsce, w województwie poleskim, w powiecie pińskim, w gminie Żabczyce. Po II wojnie światowej w granicach Związku Sowieckiego. Od 1991 w niepodległej Białorusi.